# Entre rojas
Entre rojas es una película dramática española de 1995 dirigida por Azucena Rodríguez y protagonizada por Penélope Cruz, Cristina Marcos, Pilar Bardem y María Pujalte.

## Argumento
En 1974 Lucía de Quirós, una joven de buena familia, es condenada a diez años de cárcel por esconder papeles subversivos contra el régimen que pertenecen a su novio, un militante antifranquista. En la prisión de Yeserías convivirá con otras presas, comunes y políticas. Todas ellas son obligadas a compartir techo, comida e ilusiones. Será una experiencia que marcará sus vidas.

## Reparto
- Penélope Cruz - Lucía
- Cristina Marcos - Julia
- María Pujalte - Cata
- Ana Torrent - La Tacatún
- Pilar Bardem - J. Monaco
- Carmelo Gómez - Pablo
- Beatriz Santiago
- Blanca Portillo
- Malena Gutiérrez
- Carmelo Gómez
- Karra Elejalde

## Premios y nominaciones
María Pujalte fue nominada al Goya a la mejor actriz revelación.